# Tito Topin
Pour les articles homonymes, voir Topin.
Tito Topin est un graphiste, écrivain, illustrateur et scénariste français né le 23 février 1932 à Casablanca, au Maroc. Autodidacte, il est surtout connu pour sa collaboration avec Jean Yanne et pour avoir créé la série Navarro, avec Roger Hanin dans le rôle-titre.

## Biographie
Son père a été commissaire de police à Casablanca, puis, à partir de 1942, détective privé à Oran. Il suit des études commerciales durant deux ans qu'il abandonne pour un emploi d'aide-comptable dans une société d'agrumes, puis devient retoucheur de photos de famille. Après son service militaire, il crée sa propre agence de publicité, mais « rappelé dans l'armée en août 1955, il passe trois des six mois qu'il doit accomplir en prison ».
Début 1956, à 24 ans, il émigre au Brésil, à São Paulo où il travaille dans les grandes agences américaines installées là et crée sa société (Catalox S.A.). Il retourne à Casablanca en 1962 et crée une nouvelle agence de régie et publicité (Agep), avec des associés marocains. Il les quittera pour prendre la direction artistique de l’Agence Havas.
Installé à Paris fin 1966 comme illustrateur, il participe à diverses campagnes de publicité et, avec Jean Yanne, dessine les dossiers du B.I.D.E., le Bureau d’Investigations pour la Défense des Espèces, une bande dessinée intitulée La langouste ne passera pas qui vient de faire l'objet d'une réédition, 43 ans plus tard (Casterman). Toujours pour et avec Jean Yanne, il crée des génériques et des affiches de films (Tout le monde il est beau, Moi y'en a vouloir des sous, Les Chinois à Paris, etc.).
En 1982, il publie son premier roman policier, Graffiti Rock chez Gallimard dans la Série noire. Suivront une vingtaine de romans, policiers ou pas, caractérisés par une langue rythmée, incisive et cinématographique (grâce au développement d'histoires parallèles), toujours empreinte d’humour. Ses récits policiers prennent souvent pour cadre l'Afrique du Nord, notamment dans 55 de fièvre (1983), où « un fils de famille, accusé d'avoir violé une jeune fille, dénonce des Arabes et provoque (l'action se situe en 1955, au Maroc) une émeute ». C'est dans ce roman, qui remporte le prix Mystère de la critique, qu'apparaît pour la première l'inspecteur Émile Gonzales, un héros qui revient dans six autres romans et « qui servira de modèle à Topin pour créer le commissaire Navarro ».
Un gros besoin d'amour, paru en 1988, aux Ed. Grasset, remporte le Grand prix de littérature policière.
En 1989, à la demande de TF1, il crée le personnage de Navarro, héros d’une série policière populaire. Il en assure la direction d'écriture sur les 108 épisodes de 90 minutes. Cela ne l’empêche pas de produire une cinquantaine d’autres films de télévision avec d’autres héros, dont une trentaine comme producteur au sein de Serial Producteurs qu’il crée en 1997. En 2000, des critiques formulées publiquement à l'égard de la chaîne TF1 sont sources de conflits et lui valent d'être mis à l'écart. Il répond à cela par la publication d'un livre-enquête, Le Système Navarro (2005), « document accablant sur les dessous du monde de la télévision » en France. Depuis 2005, Tito Topin se consacre principalement à l’écriture.
Pour la seule année 2011, il signe deux romans, Des rats et des hommes (Rivages), Les Enfants perdus de Casablanca (Denoël). En 2012, Tout le monde il est beau, tout le monde il est Jean Yanne (Naïve), un roman autobiographique sur son amitié avec Jean Yanne, et Libyan Exodus (Rivages). En 2014, il fait paraître Métamorphose des cendres (Rivages), en 2016 De Gaulle n'est pas un auteur de polar (Genèse), en 2017 L'exil des mécréants (La Manufacture de livres) et en 2018, son 55 de fièvre est réédité chez la Manufacture de livres. En 2021, il écrit un essai cinématographique "Casablanca, l'aventure du film" aux Ed. Lettmotif. D'autre part, il tient un blog intitulé titotopinblogtrotter.com.
En avril 2014, il reçoit des mains de la première femme Premier Ministre, Édith Cresson, l’insigne de Chevalier des Arts et des Lettres pour l’ensemble de sa carrière.
Il a été président de la Guilde des scénaristes de 1999 à 2001 et du Comité pédagogique du Conservatoire Européen d'Écriture Audiovisuelle de 2000 à 2002.

## Œuvre

### Romans

#### Série Émile Gonzales
1. 1982 : Graffiti Rock, Gallimard, Série noire no 1871
2. 1983 : 55 de fièvre, Gallimard, Série noire no 1905 ; réédition, Gallimard, Folio no 2016, 1988
3. 1983 : 14e Nocturne, Gallimard, Série noire no 1920
4. 1983 : Piano Barjo, Gallimard, Série noire no 1936 ; réédition, Gallimard, Folio no 2871, 1996
5. 1984 : Honey Money, Gallimard, Série noire no 1952
6. 1984 : Tchatcha Nouga, Gallimard, Série noire no 1982

#### Autres romans
- 1982 : Brelan de Nippons, Gallimard, Série noire no 1889
- 1985 : Shanghaï Skipper, Gallimard, Série noire no 2032 ; réédition, Éditions Jigal, 2008
- 1985 : Le Cœur et le Chien, Grasset
- 1986 : Pension Pullman, Grasset
- 1988 : Un gros besoin d'amour, Grasset ; réédition, Le Livre de poche no 6750, 1990
- 1994 : Le Transsaharien, Grasset
- 1997 : La Belle Vie, Grasset
- 2005 : Le Système Navarro, Kubik
- 2006 : Bentch et Cie, Fayard
- 2006 : Une femme d'une étourdissante beauté, Éditions Après la lune
- 2007 : Sur un air de Navarro, Éditions La Branche, Suite noire no 7
- 2007 : Bentch Blues, Fayard
- 2008 : Cool Bentch !, Fayard
- 2008 : Photo-finish, Rivages/Noir no 692
- 2009 : Parfois je me sens comme un enfant sans mère, Rivages/Noir no 737
- 2011 : Des rats et des hommes, Rivages/Noir  no 813
- 2011 : Les Enfants perdus de Casablanca, Denoël
- 2012 : Tout le monde il est beau, tout le monde il est Jean Yanne, Naïve
- 2012 : Libyan Exodus, Rivages/Noir no 922
- 2014 : Métamorphose des cendres, Rivages/Noir no 959
- 2016 : De Gaulle n'est pas un auteur de polar, Genèse
- 2017 : L'exil des mécréants. La manufacture de livres.
- 2018 : 55 de fièvre (réédition). La manufacture de livres.

### Essai
- 2021 : Casablanca. L'aventure du film. Editions Lettmotif.

### Nouvelles
- 1990 : Le Jinome de Casablanca, Éditions Syros, coll. Libre court (recueil de nouvelles)
- 1999 : La Fille du sultan. Editions Eden. Naples (ouvrage collectif)
- 2012 : Un été 22, Société éditrice du Monde, Les Petits Polars du Monde no 10 (longue nouvelle)
- 2015 : Bloody Paris, Société éditrice du Monde, Les Petits Polars du Monde no 10 (longue nouvelle)

### Ouvrages de littérature d'enfance et de jeunesse
- 1977 : Le Naufrage de Tito Pirate, Nathan, collection Tito Pirate
- 1977 : Tito Pirate et le Dauphin, Nathan, collection Tito Pirate
- 1977 : La fiancée de Tito Pirate, Nathan, collection Tito Pirate
- 1978 : Une araignée, Hatier, Babi comptines
- 1978 : La Légende de Pigott, Pigott

### Bandes dessinées
- 1969 :  Les Dossiers du B.I.D.E. La Langouste ne passera pas avec Jean Yanne, Casterman, réédition en 2011
- 1969 :  Les Dossiers du B.I.D.E. Voyage au centre de la c...ulture avec Jean Yanne, Casterman
- 1985 :  À tes souhaits avec Jean-Marc Rochette, Futuropolis
- 1988 :  V comme ...engeance avec Loustal, Autrement

## Prix et distinctions
- 1984 : Prix Mystère de la critique pour  55 de fièvre[4]
- 1989 : Grand prix de littérature policière pour Un gros besoin d'amour [5]
- 1996 : Grand Prix national de la création audiovisuelle décerné par le Ministère de la Culture.
- 2006 : Grand Prix Polar de Cognac pour Bentch et Cie[6]
- 2012 : Plume de Cristal au Festival international du film policier de Liège pour Des rats et des hommes
- Chevalier de l'ordre des Arts et des Lettres

## Sources
- Claude Mesplède (dir.), Dictionnaire des littératures policières, vol. 2 : J - Z, Nantes, Joseph K, coll. « Temps noir », 2007, 1086 p. (ISBN 978-2-910-68645-1, OCLC 315873361), p. 889-890.
- Jean Tulard, Dictionnaire du roman policier : 1841-2005. Auteurs, personnages, œuvres, thèmes, collections, éditeurs, Paris, Fayard, 2005, 768 p. (ISBN 978-2-915793-51-2, OCLC 62533410), p. 694.